# Митвајда
Митвајда (њем. Mittweida) град је у њемачкој савезној држави Саксонија. Једно је од 61 општинског средишта округа Средња Саксонија. Према процјени из 2010. у граду је живјело 15.907 становника. Посједује регионалну шифру (AGS) 14522360.

## Географски и демографски подаци
Митвајда се налази у савезној држави Саксонија у округу Средња Саксонија. Град се налази на надморској висини од 214–342 метра. Површина општине износи 41,3 km². У самом граду је, према процјени из 2010. године, живјело 15.907 становника. Просјечна густина становништва износи 385 становника/km².

## Међународна сарадња
| Мјесто     | Држава               | Врста сарадње | Од    |
| ---------- | -------------------- | ------------- | ----- |
| Бардјејов  | Словачка             | контакт       | 2000. |
| Габрово    | Бугарска             | партнерство   | 2001. |
| Чешка Липа | Чешка                | партнерство   | 1998. |
| Славутич   | Украјина             | контакт       | 2000. |
| Питерборо  | Уједињено Краљевство | контакт       | 2000. |
|            | Француска            | контакт       | 2000. |
| Вајц       | Аустрија             | контакт       | 2005. |
| Молде      | Норвешка             | контакт       | 2002. |
| Извор      |                      |               |       |